# Сан-Исидро (Актопан)
Сан-Исидро (исп. San Isidro) — посёлок в восточной части Мексики, на территории штата Веракрус. Входит в состав муниципалитета Актопан.

## Географическое положение
Сан-Исидро расположен в центральной части штата, на расстоянии приблизительно 50 километров к востоку-юго-востоку (ESE) от города Халапа-Энрикеса, административного центра штата. Абсолютная высота — 15 метров над уровнем моря.

## Население
Согласно данным, полученным в ходе проведения официальной переписи 2005 года, в посёлке проживало 1414 человек (671 мужчин и 743 женщины). Насчитывалось 409 домов. По возрастному диапазону население распределилось следующим образом: 33,7 % — жители младше 18 лет, 52,7 % — между 18 и 59 годами и 13,6 % — в возрасте 60 лет и старше. Уровень грамотности среди жителей старше 15 лет составлял 93,8 %.
По данным переписи 2010 года, численность населения Сан-Исидро составляла 1588 человек. Динамика численности населения посёлка по годам:
| 2000 | 2005 | 2010 |
| ---- | ---- | ---- |
| 1316 | 1414 | 1588 |